# Oak Leaf (Texas)
Oak Leaf es una ciudad ubicada en el condado de Ellis en el estado estadounidense de Texas. En el Censo de 2010 tenía una población de 1.298 habitantes y una densidad poblacional de 212 personas por km².

## Geografía
Oak Leaf se encuentra ubicada en las coordenadas 32°31′19″N 96°50′52″O / 32.52194, -96.84778. Según la Oficina del Censo de los Estados Unidos, Oak Leaf tiene una superficie total de 6.12 km², de la cual 6.12 km² corresponden a tierra firme y (0.08%) 0.01 km² es agua.

## Demografía
Según el censo de 2010, había 1.298 personas residiendo en Oak Leaf. La densidad de población era de 212 hab./km². De los 1.298 habitantes, Oak Leaf estaba compuesto por el 82.59% blancos, el 11.56% eran afroamericanos, el 0.46% eran amerindios, el 0.85% eran asiáticos, el 0% eran isleños del Pacífico, el 2.62% eran de otras razas y el 1.93% pertenecían a dos o más razas. Del total de la población el 8.86% eran hispanos o latinos de cualquier raza.